# イザイア・ワシントン
イザイア・ワシントン（Isaiah Washington, 1963年8月3日 - ）は、アメリカ合衆国出身のシエラレオネ人俳優。

## 略歴
テキサス州ヒューストン出身。両親は西アフリカのシエラレオネ共和国をルーツに持つ。1991年より映画・テレビに出演するようになる。
2005年より人気テレビドラマ『グレイズ・アナトミー 恋の解剖学』にプレストン・バーク医師役でレギュラー出演していたが、2007年に降板した。
降板の理由について、T・R・ナイトへゲイを差別する発言（「俺はXXXみたいにホモじゃない」というような内容）をした、とゴシップ紙で報道されたことが影響している。
この報道について、本人は、「パトリック・デンプシーとの言い争いの中での発言であり、T・R・ナイトには言っていない」「T・R・ナイトがクビになるべきだった」、「黒人だからクビにされた」等と語っている。

DNA鑑定により、ワシントンの母方の祖先はアフリカのシエラレオネの部族であるメンデ族とテムネ族に祖先をもつが分かった。2006年5月にシエラレオネを訪れ、内戦の影響で貧困に喘ぐシエラレオネの状況を見たワシントンはチャリティー活動を開始した。またワシントンはシエラレオネ国籍も取得している。ワシントンはメンデ族の酋長から称号を与えられ、ゴンドベイ・マンガ2世と命名されている。またワシントンの父方の祖先はアンゴラの部族ムブンドゥ族とも繋がりがあるともされている。

## 主な出演作品

### 映画
| 公開年 | 邦題 原題                                                                       | 役名                         | 備考       |
| ------ | ------------------------------------------------------------------------------- | ---------------------------- | ---------- |
| 1994   | クルックリン Crooklyn                                                           | ヴィク                       |            |
| 1995   | クロッカーズ Clockers                                                           | ヴィクター                   |            |
| 1996   | ガール6 Girl 6                                                                  | 万引き犯                     |            |
| 1996   | ゲット・オン・ザ・バス Get on the Bus                                           | カイル                       |            |
| 1997   | ラブ・ジョーンズ Love Jones                                                     | サヴォン・ギャリソン         |            |
| 1997   | ヤンキース・ドリーム 〜ジョー・トーリ物語〜 Joe Torre: Curveballs Along the Way | ドワイド・グッデン           | テレビ映画 |
| 1998   | ブルワース Bulworth                                                             | ダーネル                     |            |
| 1998   | アウト・オブ・サイト Out of Singt                                               | ケネス                       |            |
| 1999   | トゥルー・クライム True Crime                                                   | フランク・ルイス・ビーチャム |            |
| 2000   | TVショウ/夢と野望の間で Dancing in September                                    | ジョージ・ワシントン         |            |
| 2000   | ロミオ・マスト・ダイ Romeo Must Die                                             | マック                       |            |
| 2000   | 禁猟区 Kin                                                                      | ストーン                     |            |
| 2001   | DENGEKI 電撃 Exit Wounds                                                        | ジョージ・クラーク           |            |
| 2002   | ウェルカム・トゥ・コリンウッド Welcome to Collinwood                            | レオン                       |            |
| 2002   | ゴーストシップ Ghost Ship                                                       | グリアー                     |            |
| 2003   | ハリウッド的殺人事件 Hollywood Homicide                                         | アントニ                     |            |
| 2003   | シークレットサービス This Girl's Life                                           |                              |            |
| 2003   | ワイルドシングス2 Wild Things 2                                                 | テレンス・ブリッジ           | ビデオ作品 |
| 2004   | えじき Dead Birds                                                               | トッド                       |            |
| 2004   | 淫欲 Trois 3: The Escort                                                        | ベニー                       | ビデオ作品 |
| 2013   | リーガル・マインド 〜裏切りの法廷〜 The Trials of Cate McCall                   | ウィルソン・ジョージ         |            |

### テレビシリーズ
| 放映年          | 邦題 原題                                          | 役名                       | 備考         |
| --------------- | -------------------------------------------------- | -------------------------- | ------------ |
| 1991            | ロー&オーダー Law & Order                          | デレク・ハーディ           | 1エピソード  |
| 1994            | ホミサイド/殺人捜査課 Homicide: Life on the Street | レーン・スタンリー         | 1エピソード  |
| 1995            | NYPDブルー NYPD Blue                               | アントニオ・ボストン       | 1エピソード  |
| 1998            | アリー my Love Ally My Love                        | マイケル・リヴァース       | 2エピソード  |
| 2005-2007, 2014 | グレイズ・アナトミー 恋の解剖学 Grey's Anatomy     | プレストン・バーク         | 62エピソード |
| 2007            | バイオニック・ウーマン Bionic Woman                | アントニオ・ポープ         | 5エピソード  |
| 2011            | LAW & ORDER:LA Law & Order: Los Angeles            | ローランド・デヴィッドソン | 1エピソード  |
| 2014-           | THE 100/ハンドレッド The 100                       | セロニアス・ジャハ         |              |
| 2020-           | Pバレー: ストリッパーの道 P-Valley                 | Mayor Tydell Ruffin        |              |

## 参照
1. ↑  “イザイア・ワシントン、「グレイズ・アナトミー」をクビに”. シネマトゥデイ. (2007年6月12日) 2013年4月27日閲覧。
2. ↑  “T・R・ナイト、ゲイをカミングアウト”. シネマトゥデイ. (2006年10月26日)
3. ↑  “イザイア・ワシントン、不適切な発言と行動を謝罪”. シネマトゥデイ. (2006年10月30日) 2013年4月27日閲覧。
4. ↑  “EXCLUSIVE: Isaiah Washington Apologizes”.   People (2006年10月25日). 2013年4月27日閲覧。
5. ↑  “イザイア・ワシントン、「T・R・ナイトがクビになるべきだった」”. シネマトゥデイ. (2007年6月26日)
6. ↑  “イザイア・ワシントン、今度は「黒人だからクビにされた」と発言”. シネマトゥデイ. (2007年7月3日)